# Charles Bitsch
Pour les articles homonymes, voir Bitsch.
Charles Bitsch, né le 23 avril 1931 à Mulhouse et mort le 27 mai 2016 à Villejuif,, est un critique de cinéma, directeur de la photographie et réalisateur français.

## Biographie
Ancien élève de l'École technique de photographie et de cinéma (Promotion « Cinéma » 1953, dont font partie Philippe de Broca et Pierre Lhomme), Charles Bitsch collabore aux Cahiers du cinéma de 1955 à 1959, ainsi qu'à l'hebdomadaire Arts.
Charles Bitsch est directeur de la photographie et cadreur de Jacques Rivette pour Le Coup du berger et Paris nous appartient, puis assistant réalisateur de Claude Chabrol, Jacques Demy, Jean-Pierre Melville et, à plusieurs reprises, de Jean-Luc Godard. Il réalise, en 1964, le sketch Cher baiser du film Les Baisers.

## Filmographie

### Réalisateur
- 1953 : Les Trois Rendez-vous, court métrage (coréalisation : Philippe de Broca et Édith Krausse)
- 1964 : Les Baisers (sketch Cher Baiser)
- 1964 : La Chance et l'Amour (Sketch Lucky la Chance) avec Michel Piccoli
- 1972 : Le Dernier Homme avec Jean-Claude Bouillon
- 1973 : Grand écran (épisode : Le film noir américain) (TV)
- 1974 : La Science-fiction au cinéma, À propos d'Othello, Jean Renoir parmi nous, Si Guitry m'était compté…, Jerry Lewis, dans la série Grand Écran (TV)
- 1981 : Le Marteau piqueur (TV) avec Stéphane Audran
- 1985 : L'Homme des couloirs (TV) avec Pierre Dux
- 1986 : La Chignole (TV) avec Jean-Hugues Lime
- 1989 : Pause-café pause-tendresse (épisodes La Traverse et Les Verres brisés) (TV)
- 1989 : Triplé gagnant (épisode Le Manoir des veuves) (TV)
- 1990 : Le Bonheur des autres film dans la collection V comme vengeance (TV)
- 1991 : Puissance 4 (épisode Jeux de vilains) (TV)
- 1994 : Meurtres sans préméditation (épisode Le Bel Horizon) (TV)

### Assistant réalisateur
- 1958 : Le Beau Serge de Claude Chabrol
- 1959 : Deux hommes dans Manhattan de Jean-Pierre Melville
- 1959 : À double tour de Claude Chabrol
- 1960 : Les Bonnes Femmes de Claude Chabrol
- 1962 : Les Sept Péchés capitaux - sketch : L'avarice de Claude Chabrol
- 1962 : Le Doulos de Jean-Pierre Melville
- 1963 : Landru de Claude Chabrol
- 1963 : Rogopag (Ro.Go.Pag.), de Jean-Luc Godard
- 1963 : Les Carabiniers de Jean-Luc Godard
- 1963 : Le Mépris de Jean-Luc Godard
- 1963 : Les Plus Belles Escroqueries du monde de Claude Chabrol, Jean-Luc Godard et Roman Polanski
- 1965 : Alphaville, une étrange aventure de Lemmy Caution de Jean-Luc Godard
- 1966 : Made in USA de Jean-Luc Godard
- 1966 : Le Plus Vieux Métier du monde, sketch "Anticipation" de Jean-Luc Godard
- 1967 : Deux ou trois choses que je sais d'elle de Jean-Luc Godard
- 1967 : La Chinoise de Jean-Luc Godard
- 1967 : Loin du Vietnam de Jean-Luc Godard, Joris Ivens, William Klein, Claude Lelouch, Chris Marker, Alain Resnais et Agnès Varda
- 1972 : La Vieille Fille de Jean-Pierre Blanc : Conseiller technique
- 1974 : Juliette et Juliette, de Remo Forlani